# Alstonia sphaerocapitata
Alstonia sphaerocapitata är en oleanderväxtart som beskrevs av P. Boiteau. Alstonia sphaerocapitata ingår i släktet Alstonia och familjen oleanderväxter. Inga underarter finns listade i Catalogue of Life.